# Ugly – Verlier nicht dein Gesicht (Film)
Ugly – Verlier nicht dein Gesicht (Originaltitel: Uglies) ist ein US-amerikanischer Science-Fiction-Film aus dem Jahr 2024 von McG nach einem Drehbuch von Jacob Forman, Vanessa Taylor und Whit Anderson. Der Film basiert auf dem gleichnamigen Roman von Scott Westerfeld. Die Hauptrolle hat Joey King inne.
Der Film wurde am 13. September 2024 weltweit auf dem Video-on-Demand-Portal Netflix veröffentlicht.

## Handlung
In der Zukunft ist die Welt im Chaos versunken, nachdem alle natürlichen Ressourcen erschöpft sind. Um die Menschheit am Leben zu erhalten, entwickeln Wissenschaftler zum einen gentechnisch veränderte Orchideen, die eine neue Energiequelle darstellen, und zum anderen ein chirurgisches Verfahren zur Verbesserung des Aussehens und der Fitness der Menschen, um Vorurteile und Diskriminierung zu vermeiden. Die Operation wird an den Uglies durchgeführt, wenn sie 16 Jahre alt sind, bevor sie in die Stadt gehen können, wo die Pretties leben.
Tally und ihr bester Freund Peris sind Uglies, aber Peris, der drei Monate älter ist, wird zuerst operiert. Die beiden teilen sich Narben an den Händen, die sie trotz des Eingriffs behalten wollen. Außerdem versprechen sie sich, Freunde zu bleiben und sich wiederzutreffen.
Tally, die Peris unbedingt wiedersehen möchte, schleicht sich in die Stadt. Sie stellt ihn zur Rede, muss aber feststellen, dass seine Narbe, die sie sich geschworen hatten zu behalten, verschwunden ist. Als Tally entdeckt wird, wird sie von den Wächtern zurück in die Schlafsäle der Uglies gejagt. Später freundet sie sich mit Shay an, einem rebellischen Ugly, der ihr von The Smoke erzählt, einem Land der Freiheit im Einklang mit der Natur. Shay ermutigt Tally, mit ihr zu kommen, die Operation abzulehnen und The Smoke und seinen Anführer David aufzusuchen. Jedoch weigert sich Tally. 
An ihrem 16. Geburtstag wird Tally die Operation verweigert. Dr. Cable verlangt von ihr, den Aufenthaltsort von Shay mitzuteilen. Ihr wird berichtet, dass David gefährlich ist, Shay verletzen wird und dass er außerdem eine Waffe baut, um die Stadt zu zerstören. Tally wird als Spionin in den Smoke geschickt, dort trifft sich Shay und begegnet David. The Smoke enthüllt, dass die Orchideen-Energiequelle giftig für die Natur ist. Die Rebellen setzen diese in Brand, um sie auszulöschen. Tally und David kommen sich dabei näher. Sie wirft ihren Ortungs-Tracker ins Feuer, nachdem sie dem System abgeschworen und ihre Chance, ein Pretty zu werden, ausgeschlagen hat. Als sie beginnt, sich mit David anzufreunden, enthüllen er und seine Familie die Wahrheit über die Operationen: Sie schränken den freien Willen der Menschen ein, so dass die Pretties leicht zu kontrollieren sind. Ein paar Auserwählte erhalten ein Heilmittel, um zu den Wissenschaftlern zu werden, die das System umgeben. Davids Eltern arbeiteten als einige dieser Wissenschaftler, bis sie die Wahrheit entdeckten und flohen. Seitdem arbeiten sie an der Entwicklung des Heilmittels.
Ihr aktiver Peilsender signalisiert Dr. Cable Tallys Aufenthaltsort. Diese trifft mit einer Truppe dort ein, um die Rebellen zusammenzutreiben. Peris, der zu einem verbesserten Soldaten modifiziert wurde, tötet Davids Vater und Tally wird als Verräterin entlarvt. Dennoch überredet sie David, sie mitzunehmen, um die gefangenen Rebellen zu befreien, die in einer Laboreinrichtung festgehalten werden. Tally, David und einige von Tallys Freunden schmieden einen Plan, um die gefangenen Rebellen zu retten. Tallys Freunde sorgen für ein Ablenkungsmanöver, das es Tally und David ermöglicht, zu dem Ort zu gelangen, an dem die Rebellen festgehalten werden. Alle werden befreit, außer Shay, die bereits operiert wurde. Völlig verändert und ohne zu wissen, was sie vorher getan hat, soll sie mit den Rebellen an einen sicheren Ort gebracht werden. Peris konfrontiert das Team und Tally versucht, zu seiner wahren Persönlichkeit durchzudringen. Obwohl Peris sich vielversprechend zeigt, schützt David Tally und als Folge des Kampfes stößt Tally Peris von David weg. Peris fällt über eine Kante des Gebäudes, von der er dann in den Tod stürzt. Auf der Flucht offenbart Davids Mutter, dass sie das letzte Stück ihres Heilmittels gestohlen hat. Doch sie will es Shay nicht verabreichen, da sie unwillig ist. Tally meldet sich freiwillig, um sich der Operation zu unterziehen und das Heilmittel zu testen. Sie schwört, dass sie nicht zulassen wird, dass die Tatsache, dass sie hübsch ist, ihr Streben nach Gerechtigkeit beeinträchtigt. Sie verabschiedet sich von David und ihren Freunden und lässt sich operieren. Man sieht sie zuletzt nach der Operation und sie betrachtet die Narbe auf ihrer Hand.

## Produktion
2006 erwarb 20th Century Studios die Filmrechte an dem Roman Ugly – Verlier nicht dein Gesicht von Scott Westerfeld und plante mit dem Produzenten John Davis einen Kinofilm dazu. Das Projekt wurde auf Eis gelegt, bis im September 2020 Netflix die Entwicklung wieder aufgenommen hat. Joey King erhielt die Hauptrolle der Tally Youngblood und fungiert als ausführende Produzentin des Films. King unterschrieb bei dem Projekt, da sie ein großer Fan der Uglies-Reihe war. 
Als Regisseur wurde McG engagiert. Im Oktober 2021 wurden weitere Hauptrollen mit Keith Powers, Brianne Tju und Chase Stokes besetzt. Gedreht wurde zwischen Oktober und Dezember 2021 in Atlanta, Georgia.

## Synchronisation
Die deutschsprachige Synchronisation entstand unter der Dialogregie und nach einem Dialogbuch von Stefan Fredrich durch die Synchronfirma EVA Studios Germany GmbH in Berlin.
| Rolle            | Darsteller           | Synchronsprecher |
| ---------------- | -------------------- | ---------------- |
| Tally Youngblood | Joey King            | Alice Bauer      |
| David            | Keith Powers         | Amadeus Strobl   |
| Peris            | Chase Stokes         | Julian Tennstedt |
| Shay             | Brianne Tju          | Moira May        |
| Dr. Cable        | Laverne Cox          | Philippa Jarke   |
| Croy             | Jan Luis Castellanos | Nicolas Rathod   |
| Maddy            | Charmin Lee          | Heide Domanowski |

## Rezeption

### Kritiken
Auf dem Rezensionsaggregator Rotten Tomatoes hat der Film eine Zustimmungsrate von 16 % basierend auf 51 Rezensionen mit einer durchschnittlichen Bewertung von 3,60/10. Auf Metacritic hat es eine Punktzahl von 34 von 100 basierend auf 15 Kritiken, was auf „hauptsächlich negative Bewertungen“ hinweist.

### Abrufzahlen
In den ersten drei Tagen nach Veröffentlichung wurde der Film von 20,8 Millionen Zuschauer gesehen. In der darauffolgenden Woche kamen 26,8 Millionen Zuschauer dazu.